# Остад-Калає
Остад-Калає (перс. استادكلايه) — село в Ірані, у дегестані Північний Амлаш, у Центральному бахші, шагрестані Амлаш остану Ґілян. За даними перепису 2006 року, його населення становило 521 особу, що проживали у складі 158 сімей.

## Клімат
Середня річна температура становить 15,11°C, середня максимальна – 28,92°C, а середня мінімальна – 1,09°C. Середня річна кількість опадів – 1131 мм.
| Клімат поселення                              | Клімат поселення | Клімат поселення | Клімат поселення | Клімат поселення | Клімат поселення | Клімат поселення | Клімат поселення | Клімат поселення | Клімат поселення | Клімат поселення | Клімат поселення | Клімат поселення | Клімат поселення |
| Показник                                      | Січ.             | Лют.             | Бер.             | Квіт.            | Трав.            | Черв.            | Лип.             | Серп.            | Вер.             | Жовт.            | Лист.            | Груд.            |                  |
| Середній максимум, °C                         | 10,49            | 10,64            | 12,64            | 18,13            | 22,19            | 26,38            | 28,92            | 28,78            | 25,70            | 21,74            | 17,33            | 12,94            |                  |
| Середня температура, °C                       | 5,80             | 5,93             | 7,94             | 13,44            | 17,47            | 21,68            | 24,55            | 24,40            | 21,32            | 17,36            | 12,94            | 8,56             |                  |
| Середній мінімум, °C                          | 1,09             | 1,24             | 3,24             | 8,74             | 12,76            | 16,99            | 20,16            | 20,00            | 16,92            | 12,98            | 8,56             | 4,18             |                  |
| Норма опадів, мм                              | 100              | 85               | 83               | 44               | 45               | 36               | 33               | 59               | 136              | 220              | 162              | 128              |                  |
| Середньомісячна швидкість вітру, м/с          | 2.40             | 2.50             | 2.50             | 2.40             | 2.39             | 2.47             | 2.66             | 2.24             | 2.10             | 2.10             | 2.09             | 2.26             |                  |
| Середньомісячна сонячна радіація, кДж/м²·день | 7175             | 9202             | 11102            | 15364            | 19496            | 21216            | 21818            | 18359            | 14980            | 10774            | 8706             | 6785             |                  |
| --------------------------------------------- | ---------------- | ---------------- | ---------------- | ---------------- | ---------------- | ---------------- | ---------------- | ---------------- | ---------------- | ---------------- | ---------------- | ---------------- | ---------------- |
| Джерело:                                      |                  |                  |                  |                  |                  |                  |                  |                  |                  |                  |                  |                  |                  |